# Liste der Naturdenkmale in Ilshofen
| Naturdenkmale | Anzahl |
| ------------- | ------ |
| FND           | 11     |
| END           | 10     |
| Gesamt        | 21     |

Die Liste der Naturdenkmale in Ilshofen nennt die verordneten Naturdenkmale (ND) der im baden-württembergischen Landkreis Schwäbisch Hall liegenden Stadt Ilshofen. In Ilshofen gibt es insgesamt 21 als Naturdenkmal geschützte Objekte, davon 11 flächenhafte Naturdenkmale (FND) und 10 Einzelgebilde-Naturdenkmale (END).
Stand: 31. Oktober 2016.

## Flächenhafte Naturdenkmale (FND)
| Name                                              | Bild | Kennung     | Einzelheiten | Position | Fläche Hektar | Datum         |
| ------------------------------------------------- | ---- | ----------- | ------------ | -------- | ------------- | ------------- |
| Baum-u.Gebüschgruppe i.Gew.Schelmenäcker-Nußhecke | BW   | 81270430020 | Ilshofen     | ⊙        | 0,2           | 19. Mai 1989  |
| Doline in den Turmäckern                          | BW   | 81270430022 | Ilshofen     | ⊙        | 0,1           | 7. Feb. 1994  |
| Hohlweg bei Ilshofen                              | BW   | 81270430011 | Ilshofen     | ⊙        | 0,2           | 16. Sep. 1985 |
| Hünengräber im Gewann Erlich                      | BW   | 81270430005 | Ilshofen     | ⊙        | 0,0           | 19. Mai 1989  |
| Landheg am nördlichen Waldrand des Erlichwaldes   | BW   | 81270430019 | Ilshofen     | ⊙        | 1,9           | 30. Juni 1990 |
| Leofelser Moortopf                                | BW   | 81270430002 | Ilshofen     | ⊙        | 0,2           | 23. Dez. 1975 |
| Lerchensee                                        | BW   | 81270430018 | Ilshofen     | ⊙        | 3,5           | 19. Mai 1989  |
| Reste eines Moorgebiets                           | BW   | 81270430013 | Ilshofen     | ⊙        | 0,8           | 24. Okt. 1983 |
| Ungenutzter Teich                                 | BW   | 81270430016 | Ilshofen     | ⊙        | 0,2           | 24. Okt. 1983 |
| Waldsee nördlich Hessenau                         | BW   | 81270430014 | Ilshofen     | ⊙        | 1,0           | 24. Okt. 1983 |
| Zwei Weiher im Gewann Nußhecke                    | BW   | 81270430017 | Ilshofen     | ⊙        | 0,8           | 19. Mai 1989  |
| Legende für Naturdenkmal                          |      |             |              |          |               |               |

## Einzelgebilde (END)
| Name                                    | Bild | Kennung     | Einzelheiten                                         | Position | Fläche Hektar | Datum         |
| --------------------------------------- | ---- | ----------- | ---------------------------------------------------- | -------- | ------------- | ------------- |
| Birnbaum im Gewann Hart                 | BW   | 81270430021 | Ilshofen                                             | ⊙        | 0,0           | 19. Mai 1989  |
| Ilshofer Eichen                         | BW   | 81270430012 | Ilshofen                                             | ⊙        | 0,0           | 24. Okt. 1983 |
| 1 Buche in der Ruine Leofels            | BW   | 81270430015 | Ilshofen                                             | ⊙        | 0,0           | 24. Okt. 1983 |
| 1 Eiche im Eichwasen                    | BW   | 81270430010 | Ilshofen                                             | ⊙        | 0,0           | 24. Okt. 1983 |
| 1 Eiche NO Eckartshausen                | BW   | 81270430009 | Ilshofen                                             | ⊙        | 0,0           | 24. Okt. 1983 |
| 1 Eiche östlich von Gaugshausen         | BW   | 81270430007 | Ilshofen                                             | ⊙        | 0,0           | 24. Okt. 1983 |
| 1 Linde bei Kleinstadel                 | BW   | 81270430004 | Ilshofen                                             | ⊙        | 0,0           | 24. Okt. 1983 |
| 1 Sommerlinde bei der Kirche Oberaspach | BW   | 81270430003 | Ilshofen                                             | ⊙        | 0,0           | 8. Okt. 1955  |
| 1 Winterlinde an der Straßengabelung    | BW   | 81270430001 | Ilshofen Nicht mehr in der LUBW-Datenbank vorhanden. | ⊙        | 0,0           | 3. März 1955  |
| 2 am Fuß zusammengewachsene Eichen      | BW   | 81270430006 | Ilshofen                                             | ⊙        | 0,0           | 24. Okt. 1983 |
| Legende für Naturdenkmal                |      |             |                                                      |          |               |               |